# Club Deportivo La Equidad Seguros
O Club Deportivo La Equidad, cuja razão social é Club Deportivo La Equidad Seguros Sociedad Anónima é um clube de futebol da cidade de Bogotá, na Colômbia. O clube pertence ao consórcio americano Tylis-Porter.

## Histórico
Disputou de 1991 até 2003 a 3ª Divisão (Primeira C) do Campeonato Colombiano de Futebol. Em 2006 foi campeão da 2ª Divisão (Primeira B) e disputou  sua primeira temporada na 1ª Divisão em 2007. Atualmente manda suas partidas no Estádio Metropolitano de Techo, em Bogotá.
Em janeiro de 2025, os atores Ryan Reynolds e Rob McElhenney acertaram a compra do clube colombiano. Ao lado da atriz Eva Longoria e liderados pelo consórcio Tylis-Porter, os atores compraram 99% do clube, por um valor estimado em 30 milhões de dólares (R$ 180,3 milhões).

## Títulos
- Copa Colômbia de Futebol: 2008
- Segunda Divisão Colombiano: 2006

## Campanhas de Destaque
- Primeira Divisão Colombiano: Vice-Campeão 2007, 2010 e 2011